# John Okey
John Okey (Londra, 1606 – Torre di Londra, 1662) è stato un militare britannico.
Colonnello dei dragoni britannici, nel 1649 fece parte dell'Alta Corte che giudicò Carlo I d'Inghilterra condannandolo a morte. Nel 1654 fu eletto parlamentare.
Fuggito in Germania dopo la restaurazione monarchica, fu ricatturato e impiccato, decapitato e squartato nel 1662.